# Toxorhina (Ceratocheilus) tinctipennis
Toxorhina (Ceratocheilus) tinctipennis is een tweevleugelige uit de familie steltmuggen (Limoniidae). De soort komt voor in het Oriëntaals gebied.